# Magnus Johannesson
Gunnar Magnus Johannesson, född 9 december 1964 i Sunds församling i Östergötlands län, är en svensk ekonom och professor i nationalekonomi vid Handelshögskolan i Stockholm.
Magnus Johannesson är professor i nationalekonomi med särskild inriktning mot hälsoekonomi vid Handelshögskolan i Stockholm sedan 2006 Han invaldes 2012 som ledamot av Kungliga Vetenskapsakademien.